# Helle Blattlausschwebfliege

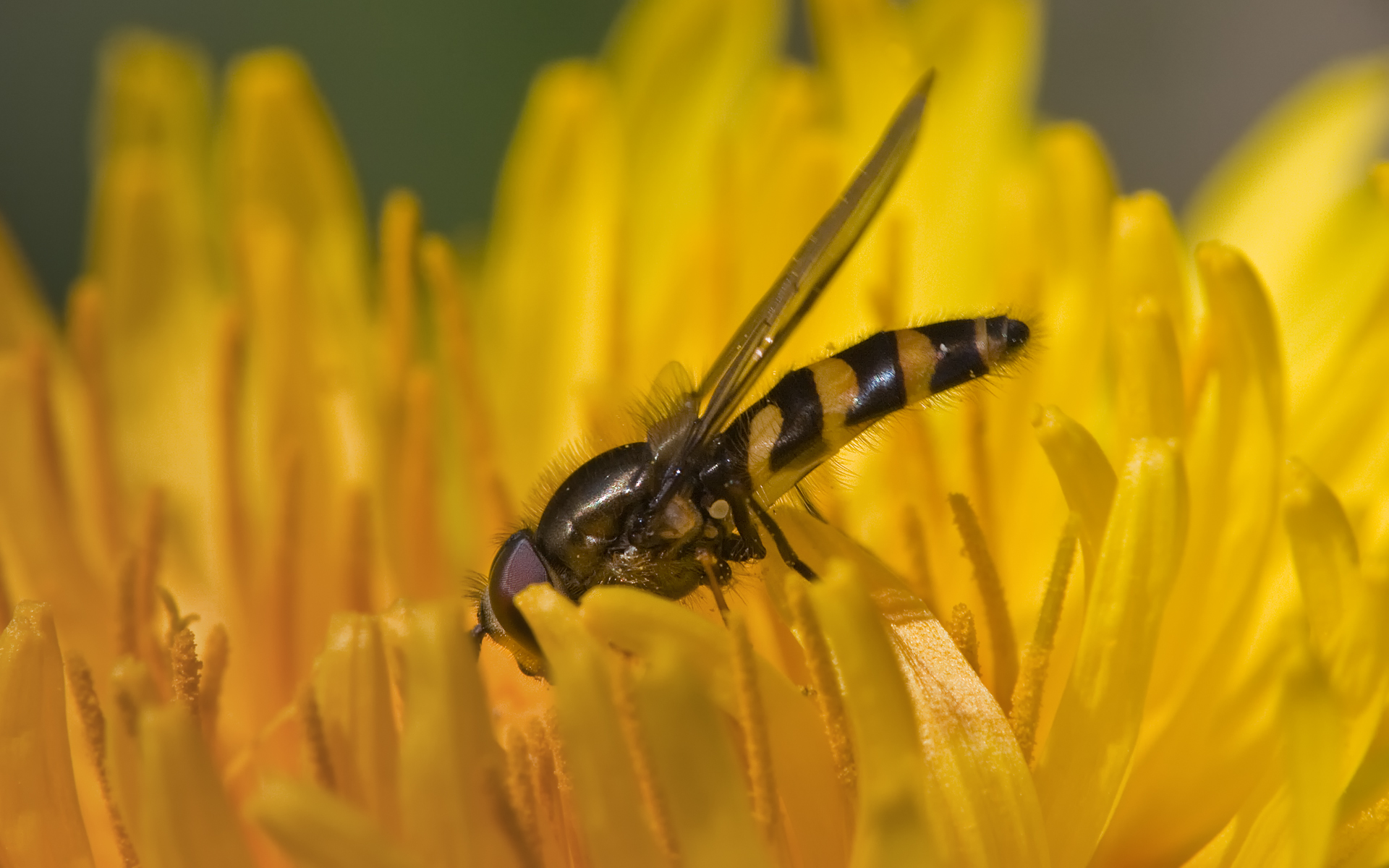
Der flache Hinterleib ist hier gut zu erkennen

Die Helle Blattlausschwebfliege (Parasyrphus annulatus) ist eine Fliege aus der Familie der Schwebfliegen (Syrphidae). Sie ist eine Wanderart.

## Merkmale
Die Fliege erreicht eine Körperlänge von 7 bis 9 Millimetern. Das dritte Fühlerglied ist auf der Unterseite gelblich, ansonsten sind die Fühler dunkel. Die Facettenaugen sind unbehaart und auf dem gelben Gesicht befindet sich eine Mittelstrieme. Das Weibchen hat eine dunklere Stirn mit gelben Seitenflecken. Das Mesonotum mutet metallisch an und ist schwarzgrün gefärbt sowie gelblich behaart. Das Schildchen (Scutellum) hat eine gelbliche Farbe. Der Hinterleib ist schwarz und besitzt am zweiten Segment zwei gelbe Seitenflecken. Auf dem dritten und vierten Segment sind gelbe, in der Mitte eingekerbte Binden zu erkennen. Die Schienen (Tibien) und Tarsen der vorderen und mittleren Beinpaare sind gelb. Die Helle Blattlausschwebfliege kann leicht mit der Dunklen Blattlausschwebfliege (Parasyrphus lineolus) verwechselt werden, die aber eher im Gebirge anzutreffen ist und dunklere Fühler besitzt.

## Vorkommen
Die Helle Blattlausschwebfliege ist in Europa und Nordasien verbreitet. Sie bevorzugt meistens Nadelwald, dort stellenweise häufig an Waldschneisen, Waldwegen und Wäldern, in der Ebene sowie im Gebirge. Ihre Flugzeit ist von Mai bis September mit einem Höhepunkt im Juli/August. 

## Lebensweise
Die Imagines sind Blütenbesucher und ernähren sich von Nektar und Pollen krautiger Pflanzen wie Giersch, Kriechender Hahnenfuß und Zypressen-Wolfsmilch. Die Larven ernähren sich zoophag von Blattläusen sowie von Larven und Eiern anderer Insekten. Sie überwintern im Bodenstreu von Fichten.